# Iota2 Scorpii
Título a ser usado para criar uma ligação interna é Iota2 Scorpii.
Iota2 Scorpii (Scorpii) é uma estrela na direção da constelação de Scorpius. Possui uma ascensão reta de 17h 50m 11.11s e uma declinação de −40° 05′ 25.5″. Sua magnitude aparente é igual a 4.78. Considerando sua distância de 3705 anos-luz em relação à Terra, sua magnitude absoluta é igual a −5.50. Pertence à classe espectral A6Ib.